# دیوید جوست
دیوید جوست (انگلیسی: David Jost؛ زادهٔ ۱۲ اوت ۱۹۷۲) یک موسیقی‌دان اهل آلمان است.